# Pimelea villifera
Pimelea villifera är en tibastväxtart som beskrevs av Carl Daniel Friedrich Meisner. Pimelea villifera ingår i släktet Pimelea och familjen tibastväxter. Inga underarter finns listade i Catalogue of Life.